# Unisonic
O Unisonic é um grupo musical de hard rock/power metal, formado em 2009, considerado um supergrupo alemão por conter os vocais de Michael Kiske, ex-vocalista do Helloween, Kai Hansen, ex-vocalista/guitarrista também do Helloween, guitarrista e vocalista do Gamma Ray, Dennis Ward e Kosta Zafiriou, respectivamente baixo e bateria do Pink Cream 69 e Mandy Meyer da banda Krokus, ex Gotthard. 

## Discografia

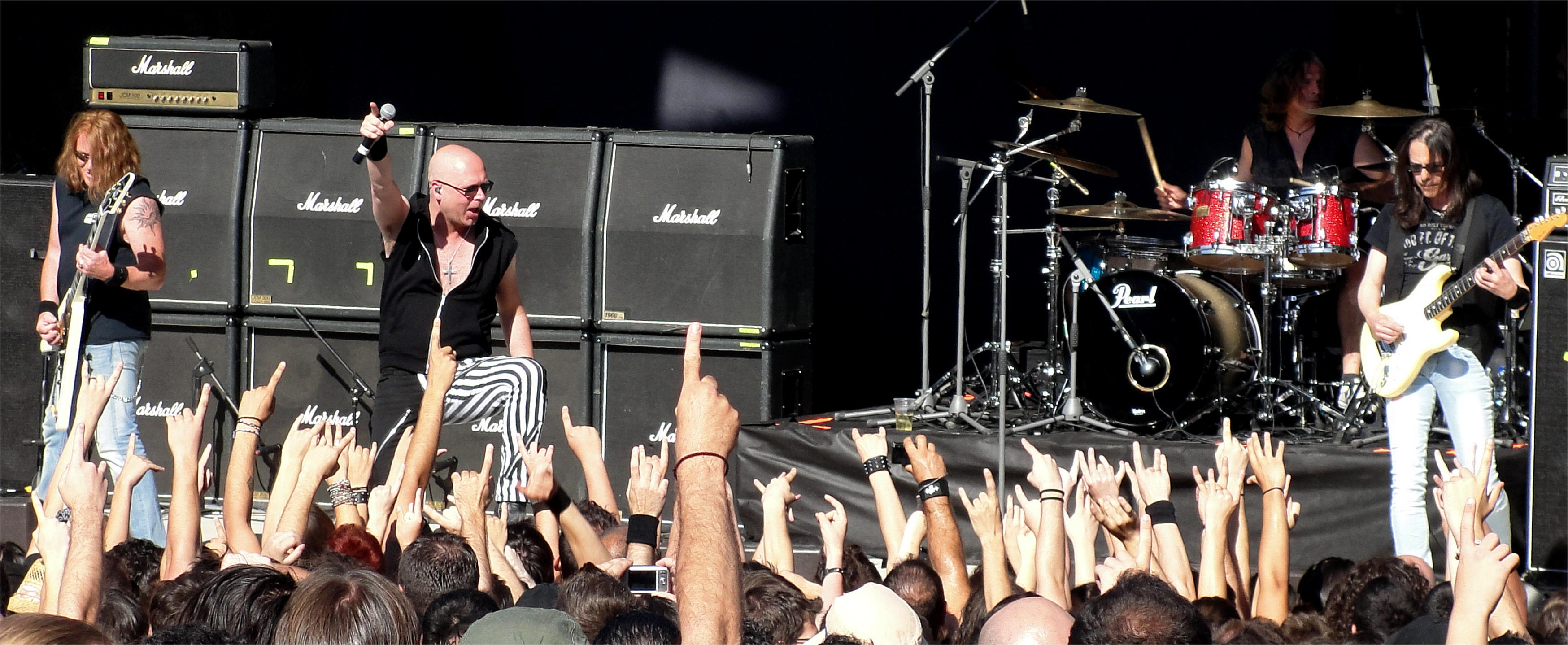
Unisonic no Rockwave Festival (2012)

Em janeiro de 2012, o Unisonic lançou seu primeiro EP intitulado de Ignition, através Earmusic (Edel AG), juntamente com um vídeo para a canção "Unisonic".  O álbum de estréia homônimo foi lançado em 30 de março de 2012 e entrou várias paradas musicais internacionais, obtendo grandes pontuações nas paradas de álbuns da Finlândia, Japão, Alemanha e Suécia.
Ao todo o grupo lançou dois álbums de estúdio, 4 bootlegs, uma demo, 2 EPs, 1 CD ao vivo e 1 DVD. 
Álbuns
- 2012 -  Ignition (EP)
- 2012  -  Unisonic
- 2014  - For the Kingdom (EP)
- 2014 -  Light of Dawn
- 2017  - Live in Wacken (Ao vivo)

## Turnês
O Unisonic entrou em sua primeira turnê mundial em maio de 2012, tocando na América do Sul e diversos festivais de música europeus, como o Rock Hard Festival, Gods of Metal, Hellfest, Masters of Rock, entre outros. A segunda metade da turnê incluiu shows no Japão, Taiwan, Coreia do Sul, Rússia, Espanha e Alemanha. 

## Integrantes
- Dennis Ward - baixo (2009–presente)
- Kosta Zafiriou - bateria (2009–presente)
- Mandy Meyer - guitarras (2009–presente)
- Michael Kiske - vocais (2009–presente)
- Kai Hansen - guitarras (2011–presente)